# Millars (Canal de Navarrés)
Millars (en castellà i oficialment, Millares) és un municipi del País Valencià de la comarca de la Canal de Navarrés.

## Geografia
Emplaçat en el massís cretàcic del Caroig, en l'esquerda oberta pel riu Xúquer entre la Mola de Cortes, a l'oest, i la serra de Caballón, al nord-est. El riu Xúquer, el seu principal accident geogràfic, fa de frontera natural amb Dosaigües i Tous. A més del Xúquer, recorren el terme les rambles del Sabinat, Seca, Canilles i Pileta.
El terme municipal limita amb els municipis de Bicorb i Quesa (a la mateixa comarca), Cortes de Pallars (a la Vall de Cofrents), Dosaigües (a la Foia de Bunyol) i Tous (a la Ribera Alta).
Entre les seues nombroses coves i abrics destaca la Cova de Donas, quasi en el límit amb Quesa, la de les Colomes, pròxima a la població, i l'abric del Barranc de les Canyes, amb pintures rupestres de tipus naturalista. Hi ha 25 abrics més amb pintures rupestres descobertes per José Martínez Royo, declarades Patrimoni de la Humanitat per la UNESCO. També un important jaciment amb petjades de dinosaure.

## Història
Al terme de Millars s'han trobat 21 abrics amb pintures del Neolític, entre els quals destaca la cova Donas, amb més de 500 metres de galeria, la de las Cañas i la de las Ventanas i també 8 poblats de l'Eneolític. Durant l'època àrab abastà molta importància com ho demostra que en 1257, any de la conquesta cristiana, els mudèjars contribuïren amb 200 besants. La població va albergar un elevat percentatge de moriscs fins a l'any 1609, en què l'expulsió provocà moltes revoltes en les quals Millars tingué un paper destacat. En 1535 obtingué parròquia independent en desvincular-se de la de Dosaigües; si bé l'expulsió morisca no va despoblar-la la recuperació no arribaria fins a les primeries del segle xviii. Millars va assolir el màxim de població en les dècades dels vint i els trenta del segle xx, en què arriba als 2.323 veïns a conseqüència de la construcció d'un salt d'aigua, després la tendència ha estat sempre a la baixa.

## Demografia
| 1990 | 1992 | 1994 | 1996 | 1998 | 2000 | 2002 | 2004 | 2005 | 2007 | 2014 |
| ---- | ---- | ---- | ---- | ---- | ---- | ---- | ---- | ---- | ---- | ---- |
| 785  | 747  | 743  | 693  | 676  | 628  | 599  | 567  | 546  | 517  | 395  |

## Economia
Es vivia antigament dels recursos naturals, agricultura de supervivència, fustes de roure i carrasca, de pi, carbó vegetal, espart, bestiar caprí, apicultura, oli d'oliva i garrofes. Hi havia molins fariners aprofitant els cursos d'aigua dels seus barrancs per a moure els seus queixals, posteriorment en la segona dècada del segle xx, En Francisco Jover va construir una microcentral hidroelèctrica, i en 1928 va començar la construcció per la Hidroelèctrica Espanyola de la moderna central "Juan de Urrutia" amb 4 turbines francis de 25.000 cv. que donaven una potència total de 80.400 kW.
El seu fill, D. Angel Jover seguint l'habilitat tècnica del seu pare, va construir emissores de ràdio, primer com afeccionat i després una emissora comercial amb una potència en antena d'1 KW que va ser coneguda com a Ràdio Parroquial de Millars. Quan l'ona de TVE arriba a la comarca, va posar una antena en la seua casa i Millars va ser un dels primers pobles d'Espanya que tenia televisió.
Per la dècada dels quaranta, els germans Sáez Merino van portar els primers telers per a la fabricació de teixits de tota classe, indústria que va créixer i va possibilitar el manteniment de la població i l'estabilitat econòmica, amb la construcció de noves fàbriques que, juntament amb la que va fer en 1977 de la família Martínez, va establir per a gèneres de punt, eren qui proporcionaven els llocs de treball estables o temporals, que complementaven els de les empreses de construcció.
Quan es va parar la de telers en 1992, va començar el declivi del municipi. Entre 1998 i 2002, s'efectua la substitució de l'antiga central Hidroelèctrica al llit del riu, per una moderna sala de màquines subterrània, que Iberdrola ha dotat amb dos grups generadors, també amb turbines francis d'uns 35 Mw cadascun, aprofitant la major part de les instal·lacions de l'antiga central, però substituint o complementant-la amb equips de la més avançada tecnologia. Finalment, després d'una llarga etapa d'inactivitat, va tornar a funcionar en agost de 2007 l'alberg de turisme rural, que pretén reactivar alguns aspectes del desenvolupament de la vila.

## Alcaldia
Des de 2015 l'alcalde de Millars és José Ricardo Pérez Gómez del Partit Popular (PP).
| Període                       | Alcalde o alcaldessa                         | Partit polític  | Data de possessió     | Observacions         |
| ----------------------------- | -------------------------------------------- | --------------- | --------------------- | -------------------- |
| 1979–1983                     | José Barberá Pérez                           | PSPV-PSOE       | 19/04/1979            | --                   |
| 1983–1987                     | José Sáez Sáez                               | PSPV-PSOE       | 28/05/1983            | --                   |
| 1987–1991                     | José Sáez Sáez                               | PSPV-PSOE       | 30/06/1987            | --                   |
| 1991–1995                     | Jesús Lluch Galdón                           | EUPV            | 15/06/1991            | --                   |
| 1995–1999                     | Jesús Lluch Galdón José Vicente Sáez Lorente | EU-EV PSPV-PSOE | 17/06/1995 15/01/1997 | Dimissió/renúncia -- |
| 1999–2003                     | José Vicente Sáez Lorente                    | PSPV-PSOE       | 03/07/1999            | --                   |
| 2003–2007                     | Higinio Pérez Pla                            | PP              | 14/06/2003            | --                   |
| 2007–2011                     | Higinio Pérez Pla                            | PP              | 16/06/2007            | --                   |
| 2011–2015                     | Higinio Pérez Pla                            | PP              | 11/06/2011            | --                   |
| 2015–2019                     | José Ricardo Pérez Gómez                     | PP              | 13/06/2015            | --                   |
| 2019-2023                     | José Ricardo Pérez Gómez                     | PP              | 15/06/2019            | --                   |
| Des de 2023                   | n/d                                          | n/d             | 17/06/2023            | --                   |
| Fonts: Generalitat Valenciana |                                              |                 |                       |                      |

## Monuments
- Església del Sant Crist de la Salut.
- Ermita de Sant Roc.
- Castell de Miralles o "Castillet". Petita fortalesa de què romanen el recinte murat i part de la torre de l'homenatge.
- Castell de Coves, o de Caves. Talaia d'alt valor estratègic en un espectacular emplaçament. En estat de ruïna absoluta, destaquen alguns llenços de muralla i restes de la torre major.
- Castell Vell de Millars. Construccions d'origen musulmà que es troben integrats en les cases del poble i que constituïen el palau senyorial.
- Castell de Corral Antón. Fortalesa auxiliar del Castillet de què a penes se'n conserven unes restes.

## Llocs d'interés
Enclavat en un gorg del barranc de las Cañas, a la ribera esquerra del Xúquer, existix un petit grup de pintures rupestres d'estil llevantí. D'una ocupació humana durant els primers temps de l'Edat dels Metalls, o potser fins i tot abans, a finals del Neolític, queden restes en l'important jaciment de la Cova de Donas, on es troba igualment testimonis d'època ibèrica.

## Festes i celebracions
Les festes patronals se celebren del 3 al 5 de febrer en honor de Blai de Sebaste, i del 5 al 7 d'agost, en honor del Sant Crist.